# Gropi, Putila
Gropi (în ucraineană Ями, transliterat: Iamî) este un sat în raionul Putila din regiunea Cernăuți (Ucraina), depinzând administrativ de comuna Răstoace. Are 210 locuitori, preponderent ucraineni (huțuli).
Satul este situat la o altitudine de 731 metri, pe malul râului Ceremuș, în partea de nord a raionului Putila.

## Istorie
Localitatea Gropi a făcut parte încă de la înființare din regiunea istorică Bucovina a Principatului Moldovei. După anexarea Bucovinei de către Imperiul Habsburgic în anul 1775, localitatea Gropi a făcut parte din Ducatul Bucovinei, guvernat de către austrieci. 
După Unirea Bucovinei cu România la 28 noiembrie 1918, satul Gropi a făcut parte din componența României, în Plasa Răstoacelor a județului Storojineț. Pe atunci, majoritatea populației era formată din ucraineni. 
Ca urmare a Pactului Ribbentrop-Molotov (1939), Bucovina de Nord a fost anexată de către URSS la 28 iunie 1940, reintrând în componența României în perioada 1941-1944. Apoi, Bucovina de Nord a fost reocupată de către URSS în anul 1944 și integrată în componența RSS Ucrainene. 
Începând din anul 1991, satul Gropi face parte din raionul Putila al regiunii Cernăuți din cadrul Ucrainei independente. Conform recensământului din 1989, numărul locuitorilor care s-au declarat români sau moldoveni era de 1 (0+1), reprezentând 0,43% din populație . În prezent, satul are 210 locuitori, preponderent ucraineni.

## Demografie
Componența lingvistică a localității Gropi
     Ucraineană (99,52%)
     Alte limbi (0,48%)
Conform recensământului din 2001, majoritatea populației localității Gropi era vorbitoare de ucraineană (99,52%), existând în minoritate și vorbitori de alte limbi.
1989: 233 (recensământ) 
2007: 210 (estimare)